# Chadderton
Chadderton ist eine Stadt im Metropolitan Borough of Oldham in Greater Manchester in England. Sie liegt entlang des Flusslaufs des River Irk und des Rochdale-Kanals, auf hügeligem Land in den Ausläufern der Pennines, 1 Meile (1,6 km) westlich von Oldham, 4,5 Meilen (7,2 km) südlich von Rochdale und 6 Meilen (9,7 km) nordöstlich der Stadt Manchester. Die Einwohnerzahl wurde 2019 auf 36.208 geschätzt.
Historisch gesehen gehört Chadderton zu Lancashire und seine frühe Geschichte ist geprägt von seinem Status als herrschaftlicher Ort mit einer eigenen Reihe von Lords und Oberherren, zu denen die Asshetons, Chethams, Radclyffes und Traffords gehörten. Chadderton zeichnete sich im Mittelalter vor allem durch seine beiden Herrenhäuser, Foxdenton Hall und Chadderton Hall, und durch die angesehenen Familien aus, die sie bewohnten. Die Landwirtschaft war der Haupterwerbszweig der Gegend, wobei die Einwohner ihr Einkommen durch die häusliche Wollweberei auf Handwebstühlen aufbesserten.
Die Verstädterung und Expansion von Chadderton fiel weitgehend mit den Entwicklungen in der Textilherstellung während der industriellen Revolution und der viktorianischen Ära zusammen. Im 19. Jahrhundert verwandelte sich Chadderton von einer ländlichen Gemeinde in eine bedeutende Mühlenstadt – eine von mehreren in der Region – und den zweitbevölkerungsreichsten Urban District Großbritanniens. Bis 1914 wurden in Chadderton mehr als 50 Baumwollspinnereien gebaut.
Obwohl die Industrie in Chadderton in der Mitte des 20. Jahrhunderts zurückging, wuchs die Stadt infolge von Suburbanisierung und Stadterneuerung weiter. Das Erbe der industriellen Vergangenheit der Stadt bleibt in der Landschaft der Baumwollspinnereien aus rotem Backstein sichtbar, die heute als Lagerhäuser oder Vertriebszentren genutzt werden. Einige dieser Gebäude stehen aufgrund ihrer architektonischen, historischen und kulturellen Bedeutung unter Denkmalschutz wie die Chadderton Mill.

## Persönlichkeiten
- William McDougall (1871–1938), Psychologe
- Woolly Wolstenholme (1947–2010), Musiker
- David Platt (* 1966), Fußballspieler
- Suranne Jones (* 1978), Schauspielerin